# بيكا بورجانادز
بيكا بورجانادز مواليد 4 يناير 1994 في تبليسي، جورجيا، هو لاعب كرة سلة جورجي. بدأ مسيرته الاحترافية في سنة 2011. يلعب مع نادي أندورا لكرة السلة في الدوري الإسباني لكرة السلة. يحمل الرقم 7. يبلغ طوله 6 قدم 7 بوصة (2.0 م). لعب مع نادي إشبيلية لكرة السلة ونادي أندورا لكرة السلة.

## روابط خارجية
- بيكا بورجانادز على موقع الاتحاد الدولي لكرة السلة (الإنجليزية)
- بيكا بورجانادز على موقع الدوري الأوروبي لكرة السلة (الإنجليزية)
- بيكا بورجانادز على موقع الدوري الإسباني لكرة السلة (الإسبانية)
- بيكا بورجانادز على موقع كرة السلة الأوروبية.كوم (الإنجليزية)
- بيكا بورجانادز على موقع DraftExpress.com (الإنجليزية)
- بيكا بورجانادز على موقع ريلجم (الإنجليزية)
- بيكا بورجانادز على موقع بروبوليرز (الإنجليزية)
- بيكا بورجانادز على موقع سبورتس رفرنس (الإنجليزية)